# Albury
Albury város az ausztráliai Új-Dél-Wales szövetségi állam déli részén, Sydneytől 550 km-re, Hume autópálya mellett, a Murray folyótól északra található. Területi önkormányzat rangú, az irányító szerve az Albury Városi Tanács (Albury City Council).
2006-os adatok szerint lakossága 42 005 fő volt.
A Murray másik partján, már Victoria államban, van ikervárosa Wodonga, amellyel közösen egy 82 974 lakosú urbánus övezetet alkotnak.

## Földrajz
Albury a Murray alföldje fölött, a Nagy-Vízválasztó-hegység lábainál terül el. A város reptere a tengerszint felett 164 méter magasan található.

### Klíma
Alburyben négy évszak van, a tél enyhétől a hidegig, a nyár melegtől a forróig változik. Nyaranta az átlagos maximum hőmérséklet 30 °C körül alakul, de jelentős eltérések vannak az egyes napok értékei közt. Általában egy 17 napos intervallumban megy a napi maximum hőmérséklet 35 °C fölé minden nyáron. A téli érték 14 °C. A fagypont alatti hőmérséklet nem ritkaság: évente körülbelül 20 napon megy 0 °C alá a hőmérséklet.
Az évi átlagos csapadék 736 mmm. Eső az év bármely szakában várható, de főleg a téli hónapokban jelentős. Az augusztusi 88 mm-es csúccsal szemben,  a 34 mm-es februári minimum érték áll. Ausztrália többi nem-trópusi területéhez hasonlóan itt is hatalmas különbségek lehetnek  az egyes évek csapadékértékei közt.

## Történelem

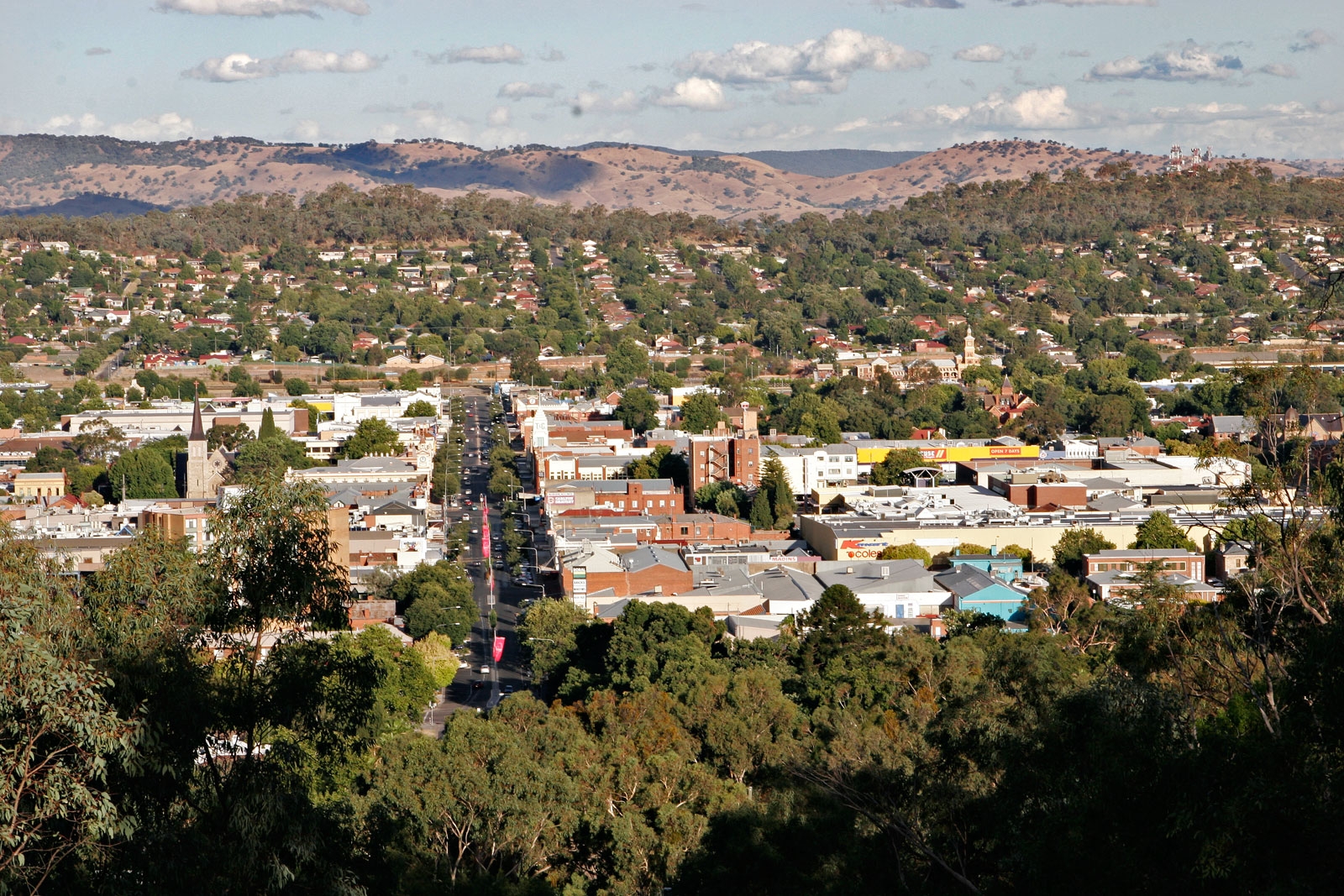
Albury, a War Memorialből

### Felfedezése
Az első európai kutatók 1824. november 16-án érkeztek meg a Murray folyó melletti területre, ahol ma a város fekszik. Ezt a helyet Crossing Point-nak nevezték el.

### Európai betelepülés
Az első épületek, melyeket itt felépítettek, egy bolt és egy kunyhó volt. Az első lakók William Wyse és Charles Ebden voltak. A környéket 1838-ban térképezték fel először.

### A 19. század második felében
Miután a kormányzat 1851-ben meghúzta a határvonalat Victoria és Új-Dél-Wales között, Alburyből hirtelen határváros lett. AZ első hidat 1860-ban építették a folyón. A kereskedelem növekedésével egyre több bevétele származott a városnak a vámokból. Eközben egyre több német érkezett a vidékre, akik főleg szőlőtermesztéssel foglalkoztak. Alburyban az 1870-es években több élelmiszeripari üzem, valamint borászatok működtek. 1888-ban felépült az első iskola, majd az első polgármesternek, James Fallonnak köszönhetően az első középiskola is megalakult.

## Oktatás

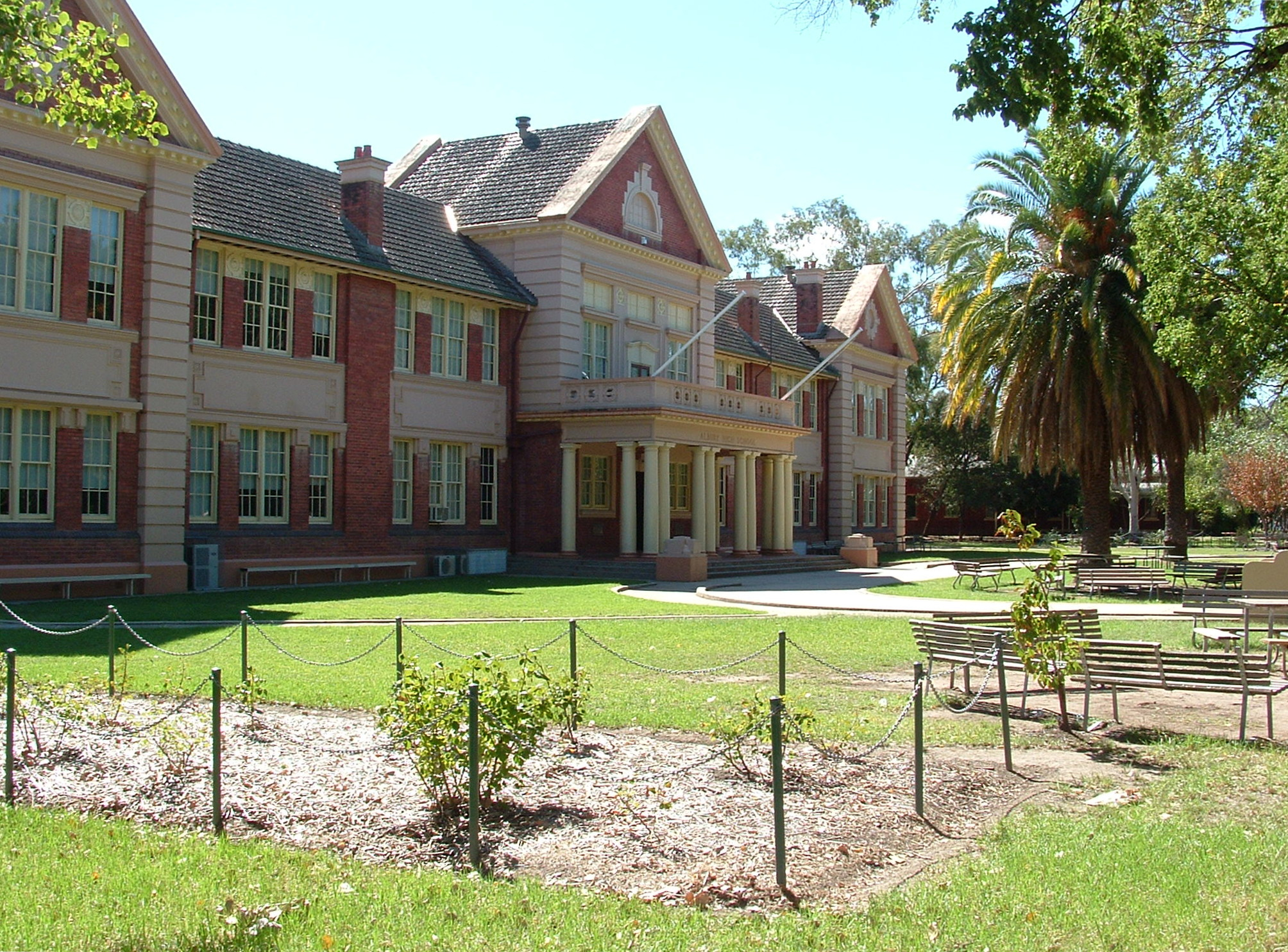
Albury Középiskola

A városban működik a Charles Sturt Egyetem egyik kampusza, mely két központban található. Az egyik a város északi részén, a másik pedig a külvárosban található. Ezenkívül még nyolc általános és három középiskola működik a városban.

## Média
A város a környék médiaközpontja. A legjelentősebb napilap a Border Mail, ezenkívül több rádióadó is működik Alburyben.

## Sport

### Labdarúgás
A város egyik jelentős sportága a labdarúgás. Három labdarúgócsapat működik a városban:
- Albury Football Club
- Lavington Football Club
- North Albury Football Club

### Rögbi
A városnak két rögbicsapata van, az egyik a Lavington Panthers, a másik a szomszédos várossal, Wodongával közösen működtetett  Albury-Wodonga Steamers.

### Egyéb sportok
A városnak saját kosárlabdacsapata, lóversenycsapata, jéghokicsapata (a városban működik a térség kevés jégpályája közül az egyik), valamint teniszcsapata van.

## Közlekedés

### Légi
A város repülőtere, az Albury Repülőtér főleg belföldi járatokat fogad, és 5 km-re van a városközponttól.

## Fordítás
Ez a szócikk részben vagy egészben  az   Albury, New South Wales című angol Wikipédia-szócikk fordításán alapul.  Az eredeti cikk szerkesztőit annak laptörténete sorolja fel. Ez a jelzés csupán a megfogalmazás eredetét és a szerzői jogokat jelzi, nem szolgál a cikkben szereplő információk forrásmegjelöléseként.